# Akino Fuku

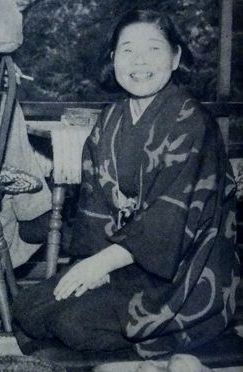
Akino Fuku, 1955

Akino Fuku (japanisch 秋野 不矩, Vorname ursprünglich ふく geschrieben; geboren 25. Juli 1908 in Futamata (二俣), Präfektur Shizuoka; gestorben 11. Oktober 2001 in Kyōto) war eine japanische Malerin im „japanischen“ Stil, die durch ihre Begegnung mit der indischen Kultur geprägt wurde.

## Leben und Wirken

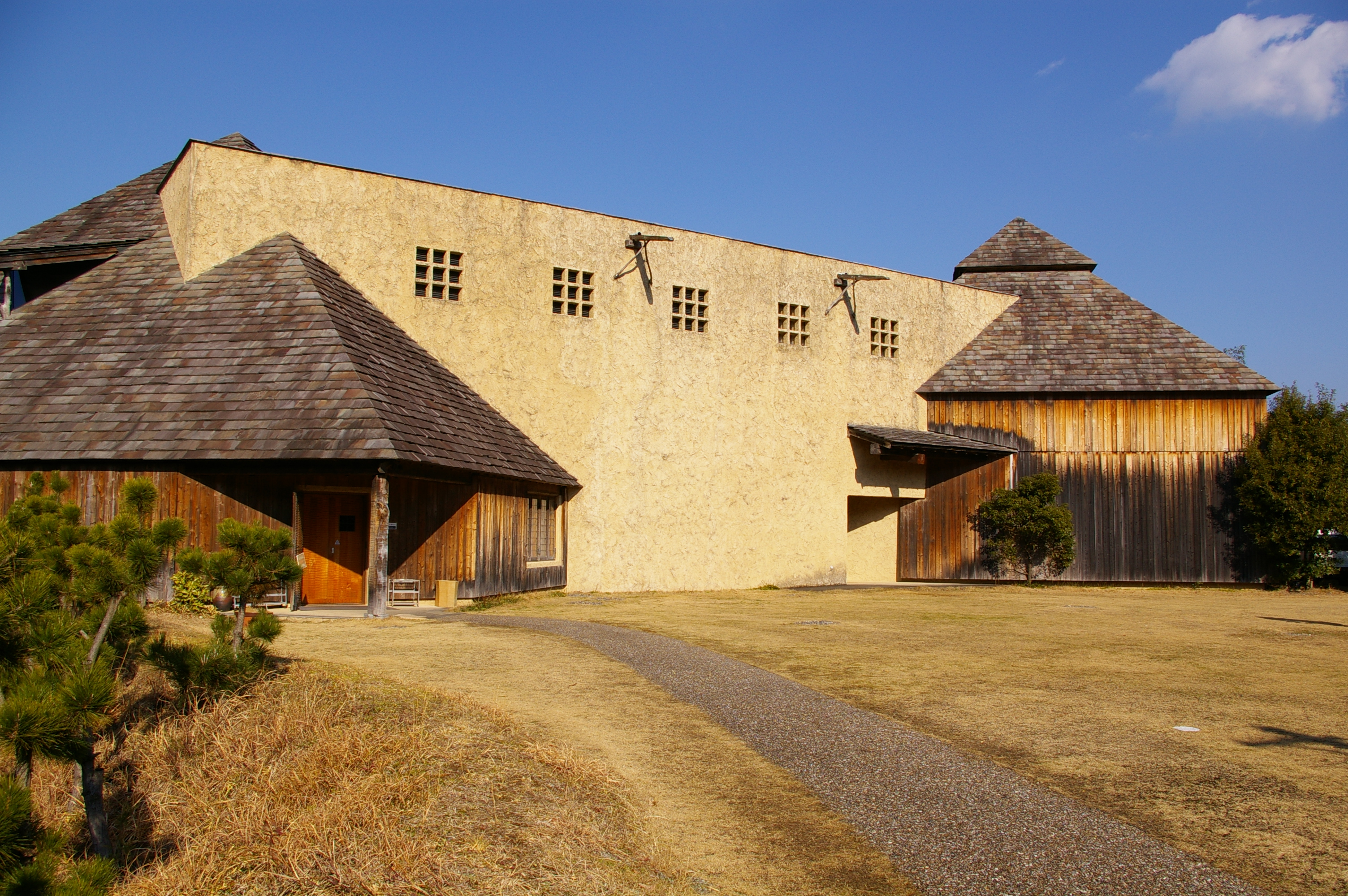
Akino-Kunstmuseum

Akino Fuku machte 1926 ihren Abschluss an der „Lehrerbildungsanstalt für Frauen der Präfektur Shizuoka“ (静岡県女子師範学校, Shizuoka-ken joshi shihan gakkō). Sie begann dann in Kyōto ein Studium der Malerei unter Ishii Rinkyō (石井 林響; 1884–1930) und Nishiyama Suishō. 1931 wurde sie mit dem Bild „Rückkehr aufs Feld“ (野を帰る, No o kaeru) das erste Mal zur „Teiten“-Ausstellung zugelassen. 1938 wurde das Bild „Rotes Gewand“ (紅裳, Kōmō) mit einem Preis ausgezeichnet.
1948 trennte Akino sich von den staatlichen und quasi-staatlichen Ausstellungsreihen und zeigte ihre Bilder auf den Ausstellungen der „Sōsō bijutsukai“ (創造美術協会). 1949 wurde Akino Assistenzprofessorin an der „Städtischen Kunsthochschule Kyōto“ (京都市立美術大学, Kyōto shiritsu bijutsu daigaku). Ab 1962 wirkte sie ein Jahr als Gast an der  Visva-Bharati Universität, eine Erfahrung, die ihr zukünftiges Leben bestimmen sollte. Beginnend mit dem Bild „Indische Frau“ (インド女性, Indo no josei) schuf sie eine ganze Reihe Werke, in denen sich Orte und Landschaften wiederfinden, aber auch die klassische indische Götterwelt einbezogen wird.
1978 wurde Akino mit dem „Kulturpreis der Stadt Kyōto“ (京都市文化功労賞, Kyōto-shi bunka kōrō-shō) geehrt, 1982 mit dem „Kunst- und Kunstgewerbepreis der Präfektur Kyōto“ (京都府美術工芸功労賞, Kyōto-fu bijutsu kōgei kōrō-shō). 1991 wurde Akino als Person mit besonderen kulturellen Verdiensten geehrt und 1999 mit dem Kulturorden ausgezeichnet.
Akino wurde in der Stadt Hamamatsu das „Akino Fuku Kunstmuseum“ (秋野不矩美術館, Akino fuku bijutsukan) gewidmet. Der Entwurf für das Museum stammt von dem Architekten Terunobu Fujimori.